# Acartia (Acartiura)
Acartia (Acartiura) is een ondergeslacht van eenoogkreeftjes uit het geslacht Acartia, uit de familie van de Acartiidae. De wetenschappelijke naam van de soort is voor het eerst geldig gepubliceerd in 1915 door Steuer.

## Soorten
- Acartia bermudensis Esterly, 1911
- Acartia clausi Giesbrecht, 1881
- Acartia discaudata (Giesbrecht, 1881)
- Acartia ensifera Brady, 1899
- Acartia enzoi Crisafi, 1974
- Acartia floridana Davis, 1948
- Acartia hongi Soh & Suh, 2000
- Acartia hudsonica Pinhey, 1926
- Acartia jilletti Bradford, 1976
- Acartia lefevreae Bradford, 1976
- Acartia longiremis (Lilljeborg, 1853)
- Acartia margalefi Alcaraz, 1976
- Acartia omorii Bradford, 1976
- Acartia simplex Sars G.O., 1905
- Acartia teclae Bradford, 1976
- Acartia tranteri Bradford, 1976